# 애수의 여로
애수의 여로(Separate Tables)는 미국에서 제작된 델버트 맨 감독의 1958년 영화이다. 리타 헤이워스, 데버러 카 등이 주연으로 출연하였고 헤럴드 헥트 등이 제작에 참여하였다. 영화 제목은 원작인 테런스 래티건의 단막극 2편을 묶어부르는 이름이다. 데이비드 니븐과 웬디 힐러는 각각 아카데미 남우주연상과 아카데미 여우조연상을 받았다.

## 출연

### 주연
- 리타 헤이워스
- 데버러 카
- 데이비드 니븐
- 웬디 힐러
- 버트 랜캐스터

### 조연
- 글래디스 쿠퍼
- 캐슬린 네스비트
- 필릭스 에일머
- 로드 테일러
- 오드리 돌턴
- 메이 핼럿
- 프리실러 모건
- 힐더 플로라이트

## 제작진
- 미술: 해리 호너
- 의상: 메리 그랜트
- 의상: 이디스 헤드